# Hammond, Louisiana
Hammond là một thành phố lớn nhất trong giáo khu Tangipahoa trong tiểu bang Louisiana, Hoa Kỳ. Thành phố có tổng diện tích km², trong đó diện tích đất là km². Theo điều tra dân số Hoa Kỳ năm 2009, thành phố có dân số 20.049 người. Đại học Đông Nam Louisiana. Hammond là thành phố chính trong khu vực thống kê đô thị Hammond, bao gồm tất cả giáo khu Tangipahoa.